# ویکتور شامبورکین
ویکتور شامبورکین (انگلیسی: Viktor Shamburkin; ۱۲ اکتبر ۱۹۳۱ – ۱۱ مهٔ ۲۰۱۸) تیرانداز اهل اتحاد جماهیر شوروی سوسیالیستی بود.
وی در مسابقات کشوری و بین‌المللی در مجموع برندهٔ ۱ مدال طلا شده‌است.